# Mio au royaume de nulle part
Pour plus de détails, voir Fiche technique et Distribution.
Mio au royaume de nulle part (Mio min Mio) est film de conte de fées suédo-norvégo-soviétique réalisée par Vladimir Grammatikov et sorti en 1987.
Il s'agit d'une adaptation du conte Mio min Mio d'Astrid Lindgren publié en 1954. Superproduction scandinavo-soviétique dotée d'un budget d'environ cinquante millions de couronnes suédoises, ce qui en fait l'adaptation cinématographique la plus coûteuse d'un livre d'Astrid Lindgren du vivant de l'auteure. Il comporte une distribution internationale composé en grande partie d'acteurs britanniques, russes et scandinaves, tandis que les lieux de tournage incluent Stockholm, Moscou, la Crimée et l'Écosse. Le film a été tourné en anglais, puis doublé en suédois et en russe. Ses effets spéciaux ont été créés par Derek Meddings. La chanson thème du film, Mio min Mio, a été composée par deux anciens membres d'ABBA, Benny Andersson et Björn Ulvaeus, et interprétée par le groupe suédois Gemini (sv). C'est le premier film de l'acteur Christian Bale qui n'était âgé que de 13 ans au moment du tournage, on y retrouve aussi l'acteur prolifique Christopher Lee, ainsi que Timothy Bottoms et Susannah York.

## Synopsis
Bosse, de son vrai nom Bo-Wilhelm Olsson, est un jeune orphelin de neuf ans qui vit à Stockholm avec ses parents adoptifs, oncle Sixten et tante Edna, car sa mère est décédée à sa naissance. En outre, Bosse ne connaît pas son père. L'oncle et la tante le traitent cependant mal, ce qui explique qu'il entreprend un beau jour de fuguer. Lorsqu'il passe devant le magasin de Mme Lundin, celle-ci lui offre une pomme et lui demande de déposer une carte postale dans une boîte aux lettres. Lorsque Bosse s'assoit sur un banc, la pomme se transforme en or et roule jusqu'à une vieille bouteille de vin. Quand il ouvre celle-ci, Bosse libère un génie qui l'emmène dans le royaume de nulle part. Ils volent au-delà des étoiles jusqu'à ce qu'ils atteignent une île verte où Bosse est déjà attendu par son père. Il s'avère que celui-ci est le roi de ce pays et que Bosse s'appelle en fait Prince Mio. Il reçoit également un cheval nommé Miramis et peut se faire un ami en la personne de Jum-Jum, une incarnation de son ami terrestre Benka.
Les nouveaux amis sont déterminés à libérer le pays du méchant chevalier Kato, qui a un cœur de pierre. En chemin vers le royaume de la nuit éternelle, ils rencontrent des enfants de bergers qui leur donnent du pain qui apaise toute faim. Ils reçoivent d'une tisserande une cape qui rend invisible et d'un forgeron une épée qui peut trancher les pierres. Après avoir tué Kato et rendu ainsi la liberté au pays, les enfants que Kato avait enlevés sont libérés. Ensemble, les enfants rentrent sains et saufs au royaume de nulle part. Mio reste avec son père, le roi.

## Fiche technique
- Titre français : Mio au royaume de nulle part ou  Mio, mon Mio[3]
- Titre original suédois : Mio min Mio
- Titre russe : Мио, мой Мио
- Réalisation : Vladimir Grammatikov
- Scénario : Andreï Ivanov, William Aldridge d'après Astrid Lindgren
- Photographie : Alexandre Antipenko (ru)
- Montage : Darek Hodor
- Musique : Benny Andersson, Anders Eljas (chanson interprétée par ABBA)
- Décors : Konstantin Zagorski (ru)
- Production : Ingemar Ejve, Terje Kristiansen
- Société de production : Studio Gorki, Filmhuset AS, Nordisk Tonefilm International, Svenska Filminstitutet
- Pays de production :  Union soviétique •  Suède •  Norvège
- Langue originale : anglais, russe, suédois
- Format : Couleur • 1,66:1 • Son stéréo • 35 mm
- Durée : 99 minutes
- Genre : Film d'aventure, conte, film pour enfants
- Dates de sortie :
  - Union soviétique : juillet 1987 (Festival du film de Moscou)
  - Suède : 16 octobre 1987
  - Norvège : 19 novembre 1987
  - France : 22 juin 2006 (sortie DVD)

## Distribution
- Nick Pickard (VQ : Inti Chauveau) : Mio / Bosse
- Christian Bale : Jum-Jum / Benke
- Timothy Bottoms (VQ : Denis Mercier) : Le Roi
- Susannah York (VQ : Élise Bertrand) : La tisserande
- Christopher Lee (VQ : Ronald France) : Kato
- Sverre Anker Ousdal (VQ : Luc Durand) : le forgeur d'épées
- Igor Yasulovich : Eno / la batteuse de tapis
- Gunilla Nyroos (VQ : Anne Caron) : Tante Edna
- Linn Stokke (VQ : Nathalie Coupal) : Mme Lundin
- Stig Engström : le père de Benke.
- Geoffrey Staines (VQ : Edgar Fruitier) : le Génie
- Lyubov Germanova : mère de Jum-Jum
- Andreï Petrov (VQ : Olivier Visentin) : Jiri
- Andreï Sergueïev : Grand-père